# F355 Challenge
F355 Challenge est un jeu vidéo de course réalisé par le studio Sega-AM2, sous la direction de Yū Suzuki, et commercialisé par Sega en 1999 sur borne d'arcade et plus tard Dreamcast. Le joueur y pilote la célèbre Ferrari F355.

## Système de jeu
F355 Challenge est une simulation et nécessite à ce titre un entrainement sérieux avant de pouvoir réaliser un tour de piste sans sortir. La difficulté est réellement très élevée et le jeu demande un gros investissement pour être joué correctement.

## F355 Challenge (Arcade)
Sorti en juillet 1999, F355 Challenge est un vrai choc dans les salles d'arcade. Disponible en version "Deluxe" sur une borne à 3 écrans, le jeu est une véritable démonstration de force pour le système SK-V NAOMI de SEGA (c'est en fait 4 cartes NAOMI qui travaillent de concert). Le jeu propose de piloter une Ferrari F355 Challenge dans un environnement aussi réaliste que possible, la borne incluant un embrayage et une commande de boite à 6 rapports en "H".
Six circuits sont proposés sur cette version : Twinring Motegi, Suzuka Short, Sugo, Monza, Suzuka Long et Long Beach.
Une imprimante optionnelle permettait au joueur d'imprimer des datas ainsi que le tracé de son meilleur tour (souvent au coût d'un crédit). Au Japon, un lecteur de Visual Memory Unit (les cartes mémoires de la Dreamcast) permettait de sauvegarder son meilleur tour afin de l'envoyer aux serveur de classements en ligne de SEGA.
F355 Challenge existe aussi en version "Twin", avec un écran par joueur. Le mode manuel disparait alors et on ne peut sélectionner que les modes novice et semi-auto.

## F355 Challenge 2: International Course Edition (Arcade)
Sorti en Janvier 2001, F355 Challenge 2 est une mise à jour de la version arcade qui inclut désormais les cinq circuit supplémentaires qu'on pouvait trouver sur Dreamcast (Atlanta Motor Speedway, le Nurburgring, Sepang, Laguna Seca et Fiorano). Sorti en version "Twin" et "Deluxe", la version Deluxe se reconnait facilement à sa nouvelle couleur jaune.

## Autres sorties
En plus de la sortie sur arcade en 2000, F355 Challenge est sorti sur :
- Dreamcast (20 octobre 2000)
- PlayStation 2 (25 septembre 2002)

## Accueil
- Jeux vidéo Magazine : 14/20[1]
- Joypad : 8/10[2]